# Кръстьо Грозев
Кръстьо Димов Грозев (известен като бай Кръстьо) е емблематичен турист планинар от София.
В началото на XX век изгражда чешма и заслон край нея на около 1400 метра надморска височина по северния склон на Витоша над Драгалевци, наречен по-късно на него „Бай Кръстьо“. Заслонът постепенно се разширява и започва да предлага ободрителни напитки и ястия. Много планинари се отбиват там за отмора, добра дума и вкусно хапване. Неведнъж бай Кръстьо помага на окъснели или заблудили се туристи.
Когато през 1950-те години е проектиран и построен седалковият лифт „Драгалевци – Голи връх“, неслучайно за междинна станция е избрана тази известна вече местност с неговия заслон. Станцията на лифта наричат в негова чест „Бай Кръстьо“. Името постепенно се пренася и върху цялата местност.
Бай Кръстьо почива през 1962 г. Погребан е близо до заслона, малко под завоя на шосето за хижа „Алеко“, заедно със съпругата си Ташка.